# Турун зернистий
Турун зернистий (Carabus granulatus) — вид твердокрилих комах родини турунових (Carabidae).

## Поширення
Вид поширений в Європі та Північній Азії від Ірландії до Японії. Інтродукований в Північній Америці. Мешкає в полях, преріях, тайзі і в лісах.

## Опис
Це темний жук від 17 до 23 мм завдовжки. Основне забарвлення бронзового, червоно-мідного або зеленого кольору. Вусики і ноги чорні. Перша частина антени чорна. Ноги довгі бігові. Кожне крило шини має три поздовжні смуги або канавки, де на проміжках є невеликі нерівності (піднесення).

## Спосіб життя
Активний нічний хижак. Дорослі особини спостерігаються з весни до пізньої осені. Вони впадають у сплячку на стадії імаго, зарившись у порожнину під камінням або під коренем. Личинки темні, довжиною до 25 мм. Вони живуть як хижаки, сховавшись у верхньому шарі ґрунту.